# Nedvězí (okres Svitavy)
Obec Nedvězí (německy Ewitz) v okrese Svitavy v Pardubickém kraji, leží na obou březích Trhonického potoka, asi 8 km jižně od Poličky. Žije zde 188 obyvatel.

## Členění obce
Obec se člení na dvě katastrální území (zároveň ZSJ), jimiž jsou:
- Nedvězí u Poličky (jako ZSJ pod názvem Nedvězí) – větší z obou katastrů, rozkládající se severně od Trhonického potoka.
- Nedvězíčko – malá osada s pěti adresami, ležící jižně od Trhonického potoka, která až do roku 1924 náležela k Moravě.

## Historie
První písemná zmínka o vsi Nedvězí se objevuje v listině krále Vladislava II. Jagellonského z 25. února 1474, v níž panovník potvrzuje purkmistru a konšelům Poličky všechna práva a privilegia, která městu udělil již král Václav IV. K těmto právům náleželo i držení vesnic podléhajících městu. Mezi nimi je zde vyjmenováno i samotné Nedvězí. Pro změnu dříve moravské Nedvězíčko má doloženou existenci již k roku 1360.
V letech 1850–1873 bylo Nedvězí připojeno k obci Bystré, poté se 26. června 1873 opětovně osamostatnilo. Vládním nařízením č. 315/1924 Sb. z. a n. ze 23. prosince 1924 byla k 1. lednu 1925 k obci připojena osada a katastrální území Nedvězíčko, které do té doby náleželo k moravské obci Ubušínku. Důvodem ke změně obecní, okresní a zemské příslušnosti byla žádost obyvatel Nedvězíčka, kteří to měli k obecnímu úřadu v Ubušínku více než 2 km. Od 1. listopadu 1940 byla celá obec včetně Nedvězíčka na základě nařízení protektorátní vlády č. 388/1940 „O některých změnách obvodů zemských úřadů v Praze a v Brně“ z 26. září 1940 připojena k zemi Moravskoslezské. Tento stav setrval do zániku Protektorátu Čechy a Morava.

## Pamětihodnosti
- Kostel sv. Prokopa – V roce 1898 bylo rozhodnuto o stavbě nového kostela, který nahrazoval starší barokní kapli z roku 1772. V roce 1899 byla zahájena stavba. V roce 1901 byl kostel dokončen. V době druhé světové války byly odvezeny zvony. V roce 1975 byly opraveny venkovní omítky a v roce 1994 byla opravena střecha zvonice.[8]
- Pomník obětem ve světové válce v roce 1914–1916 – Pomník je umístěn v blízkosti křižovatky silnic a Obecního úřadu. Na pomníku uvedeno 14 obětí.
- Nový hřbitov – Původní hřbitov se nacházel v okolí kostela sv. Prokopa. Nový hřbitov byl založen v roce 1901. Uprostřed hřbitova je umístěn kamenný kříž. Nejstarší hroby pochází z dvacátých let 20. století.[9]

## Galerie

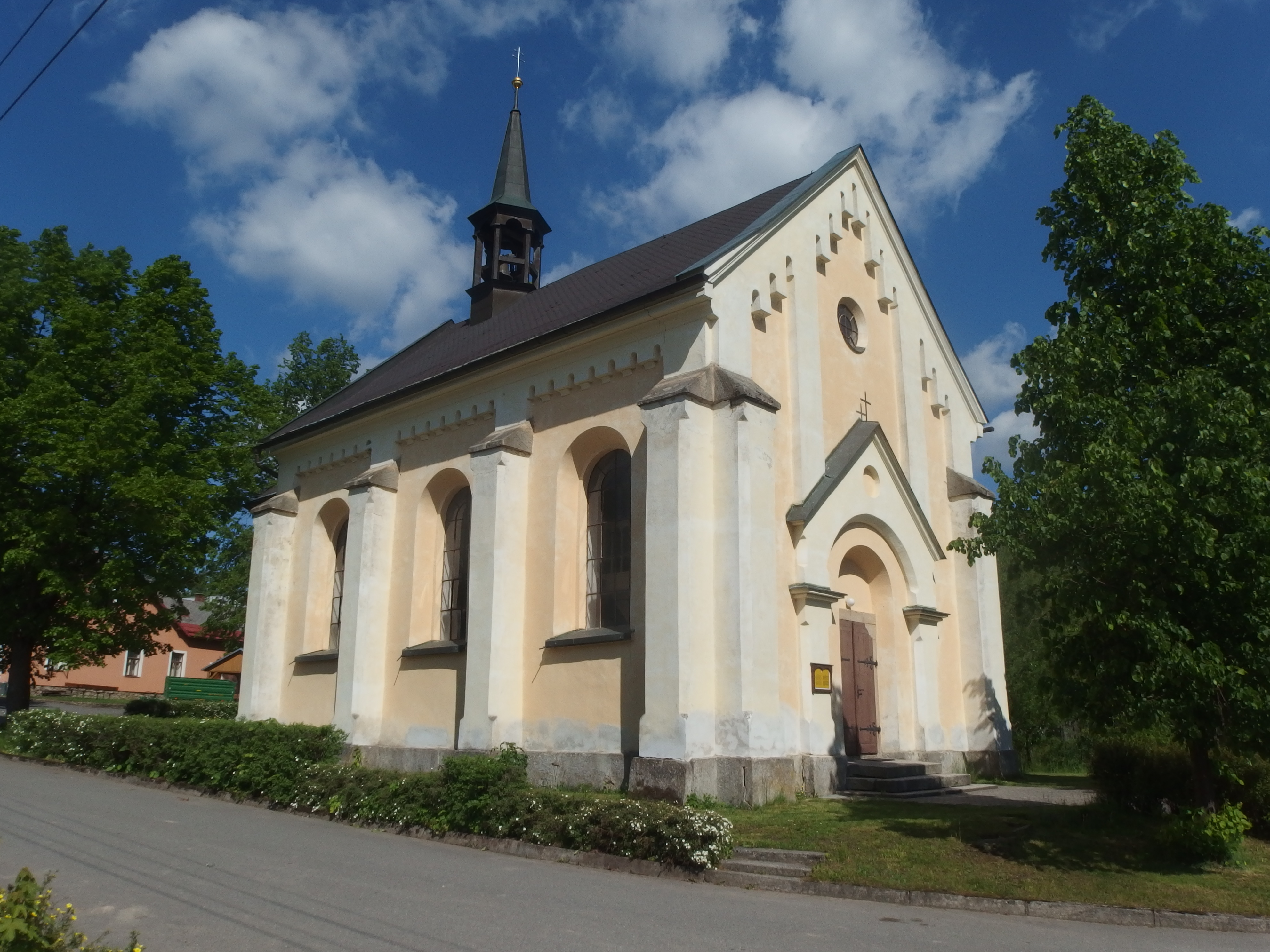
Kostel sv. Prokopa
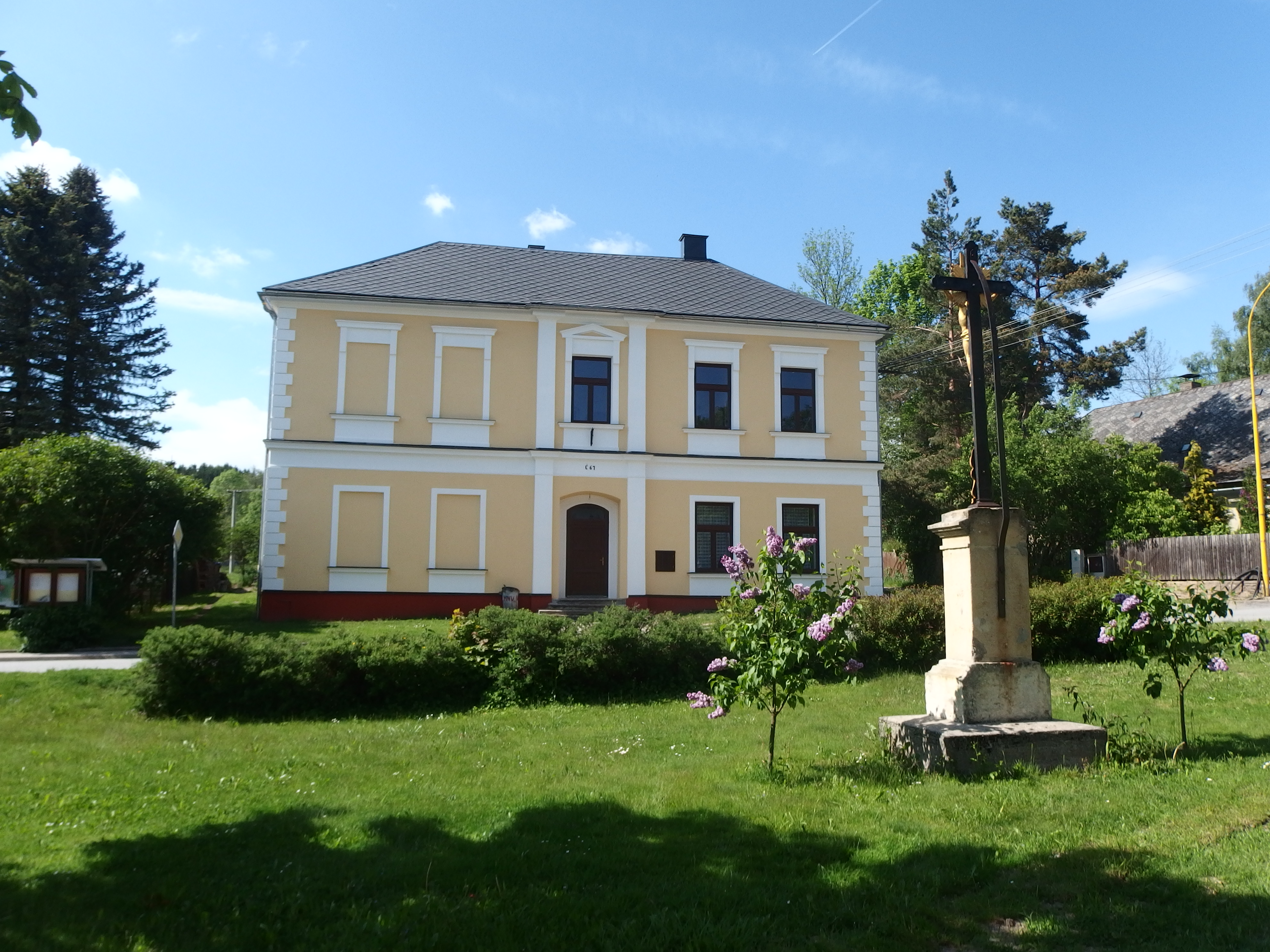
Dům č. p. 67 na návsi
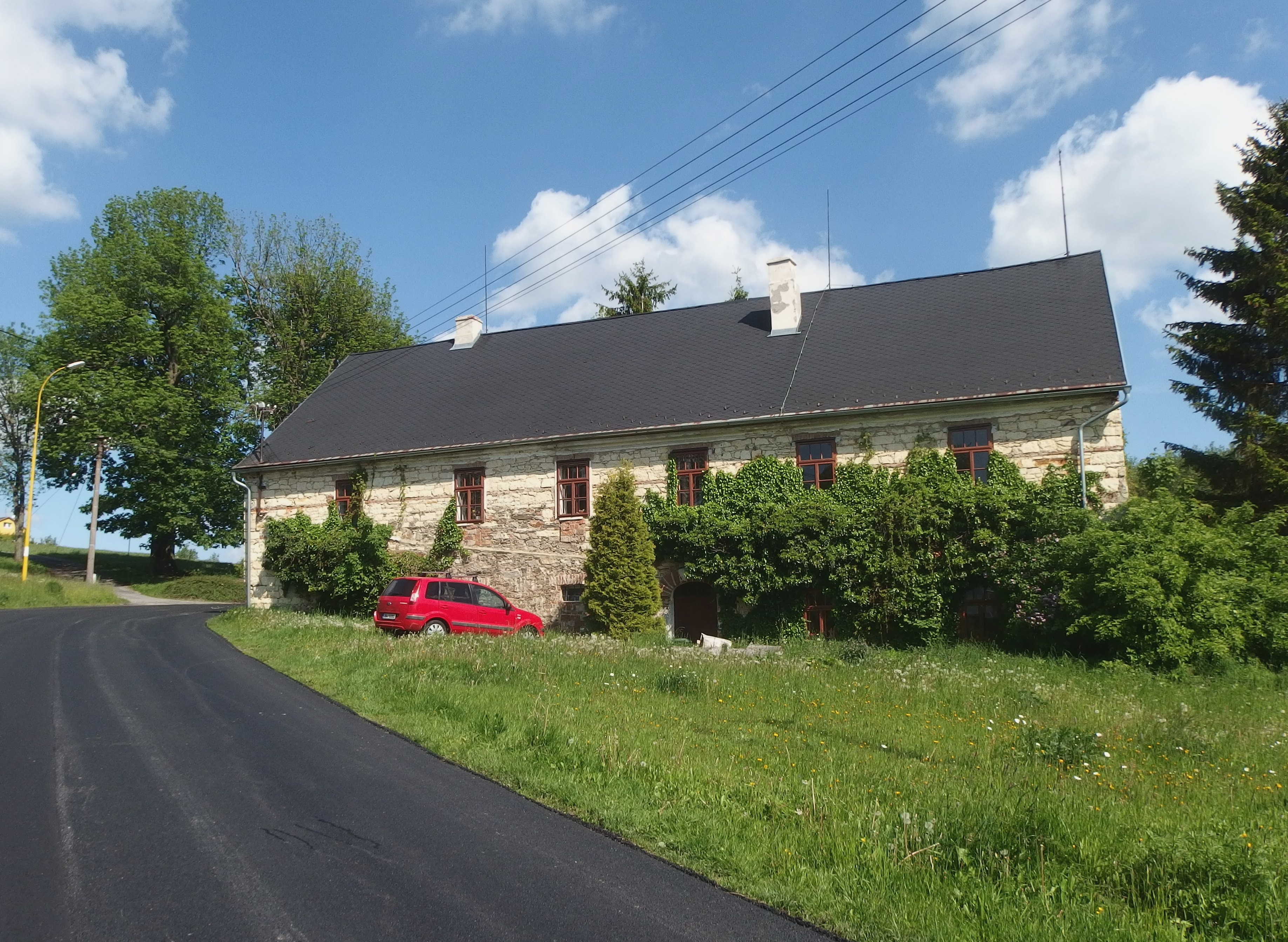
Librův grunt, dějiště románu Terézy Novákové
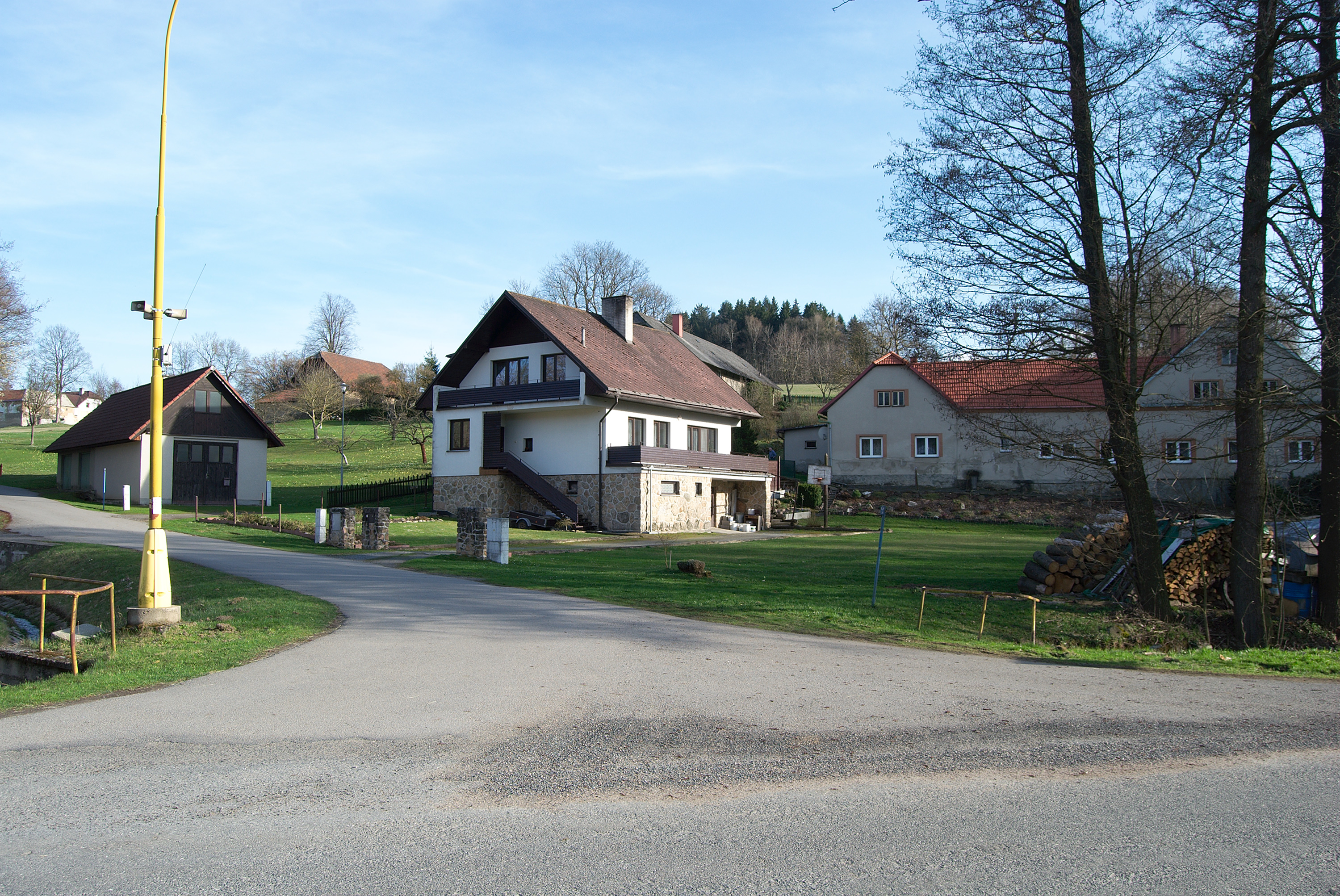
Domy v místní části Nedvězíčko